# Cloruro d'alluminio
Il cloruro di alluminio è il sale d'alluminio dell'acido cloridrico. Può essere anidro (AlCl3) o idrato in varia misura, fino a esaidrato (AlCl3 · 6H2O).
Il prodotto anidro è in forma di cristalli incolori o polvere cristallina bianca, non di rado giallina in campioni contenenti cloruro ferrico (FeCl3). È corrosivo e dall'odore irritante; in presenza di acqua subisce idrolisi liberando acido cloridrico. Data la sua capacità corrosiva, deve essere maneggiato con guanti e occhiali protettivi. Come anche il bromuro (AlBr3) e lo ioduro (AlI3) è un solido piuttosto volatile per essere un sale ed è solubilissimo in acqua (458 g/L a 20 °C) ed è solubile anche in solventi organici polari. Questo in rimarchevole contrasto con il fluoruro (AlF3), descritto come solido involatile e insolubile .

## Caratteristiche
La sua struttura chimica è particolare; nonostante sia il cloruro di un metallo, il legame tra l'atomo di alluminio e ciascun atomo di cloro è covalente e non ionico come sarebbe normale attendersi. L'alluminio è al centro di un triangolo equilatero ai cui vertici si trovano gli atomi di cloro. La molecola è analoga a quella del trifluoruro di boro e, come essa, è un potente acido di Lewis, ovvero presenta un orbitale vuoto in cui alloggiare un doppietto elettronico proveniente da un donatore (la base di Lewis). Ad esempio, in presenza di ioni cloruro forma lo ione AlCl4- dalla geometria tetraedrica simile a quella del metano.
La natura dei legami covalenti è confermata dal basso punto di sublimazione di AlCl3, circa 180 °C e dal fatto che il prodotto liquefatto non presenta l'elevata conducibilità elettrica tipica dei composti ionici quali il cloruro di sodio.
Può essere liquefatto a 190 °C se mantenuto ad una pressione di almeno 2,5 atm; allo stato liquido forma un dimero, Al2Cl6 in cui due atomi di cloro vengono condivisi tra i due atomi di alluminio.

## Produzione
Industrialmente, viene prodotto per sintesi diretta a partire dai suoi elementi, alluminio e cloro, o per reazione tra  allumina, cloro e carbonio a circa 800 °C:
{\displaystyle {\ce {2 Al + 3 Cl2 -> 2 AlCl3}}}
{\displaystyle {\ce {Al2O3 + 3 C + 3 Cl2 -> 2 AlCl3 + 3 CO}}}
Nella teoria, può essere prodotto in altri modi, che però non vengono utilizzati industrialmente perché meno economici e meno convenienti dei precedenti:
Si fa reagire l'acido cloridrico con la base (idrossido di alluminio):
{\displaystyle {\ce {3 HCl + Al(OH)3 -> AlCl3 + 3 H2O}}}
Si fa reagire l'acido cloridrico con l'ossido di alluminio:
{\displaystyle {\ce {6 HCl + Al2O3 -> 2 AlCl3 + 3 H2O}}}
Si fa reagire l'acido cloridrico con il metallo stesso, in questo caso l'alluminio:
{\displaystyle {\ce {6 HCl + 2 Al -> 2 AlCl3 + 3 H2}}}

## Utilizzi
Il principale impiego per il cloruro di alluminio è quello di fungere da catalizzatore per la reazione di Friedel-Crafts, o reazioni derivate come quella di Zincke-Suhl, attraverso la quale vengono sintetizzati numerosi derivati del benzene.
Con un meccanismo simile, in presenza di cloruro rameoso come co-catalizzatore, il cloruro di alluminio catalizza la reazione di Gatterman-Koch, tramite la quale un gruppo aldeidico può essere inserito su un anello aromatico.
Il cloruro di alluminio è catalizzatore per la produzione del gas silano.
AlCl3 trova impiego anche nella polimerizzazione e nell'isomerizzazione di idrocarburi.
In medicina e nella cosmesi, con nome INN e INCI: ALUMINIUM CHLORIDE, può essere utilizzato come antitraspirante per combattere l'iperidrosi.
I composti di alluminio sono tra gli ingredienti attivi più utilizzati e presenti nei deodoranti perché riescono a bloccare l'azione delle ghiandole sudoripare e limitare la proliferazione dei batteri e i cattivi odori che questi possono produrre.
Secondo l'AIRC, gli studi effettuati non correlano la presenza di alluminio nei prodotti di cosmesi alla comparsa di tumore al seno, come invece precedentemente ipotizzato.